# Dicornua
Dicornua Oi, 1960 è un genere di ragni appartenente alla famiglia Linyphiidae.

## Distribuzione
L'unica specie oggi attribuita a questo genere è un endemismo del Giappone, rinvenuta nei pressi della città di Hikosan, nella prefettura di Fukuoka.

## Tassonomia
A maggio 2011, si compone di una specie:
- Dicornua hikosanensis Oi, 1960[3] — Giappone

### Specie trasferite
- Dicornua naraensis (Oi, 1960); gli esemplari sono stati trasferiti al genere Parhypomma Eskov, 1992, assumendo la denominazione di Parhypomma naraense (Oi, 1960), proprio a seguito di un lavoro dell'aracnologo Eskov del 1992[1].